# Rue des Marchands (Colmar)
Pour l’article homonyme, voir Rue des Marchands.
La rue des Marchands est une voie de circulation de la commune française de Colmar.

## Situation et accès
Cette voie de circulation, d'une longueur de 270 m (plus un décrochage de 35 m), se trouve dans le quartier centre.
On y accède par la Grand-Rue, les rues Berthe-Molly, des Tourneurs, Mercière, Schongauer, des Augustins, le passage entre la rue des Marchands et la rue des Serruriers, la place de l'École et les Waldner-Stephan et des Trois-Cultures.
Cette voie n'est pas desservie par les bus de la TRACE.

## Bâtiments remarquables et lieux de mémoire
Dans cette rue se trouvent des édifices remarquables[Lesquels ?].

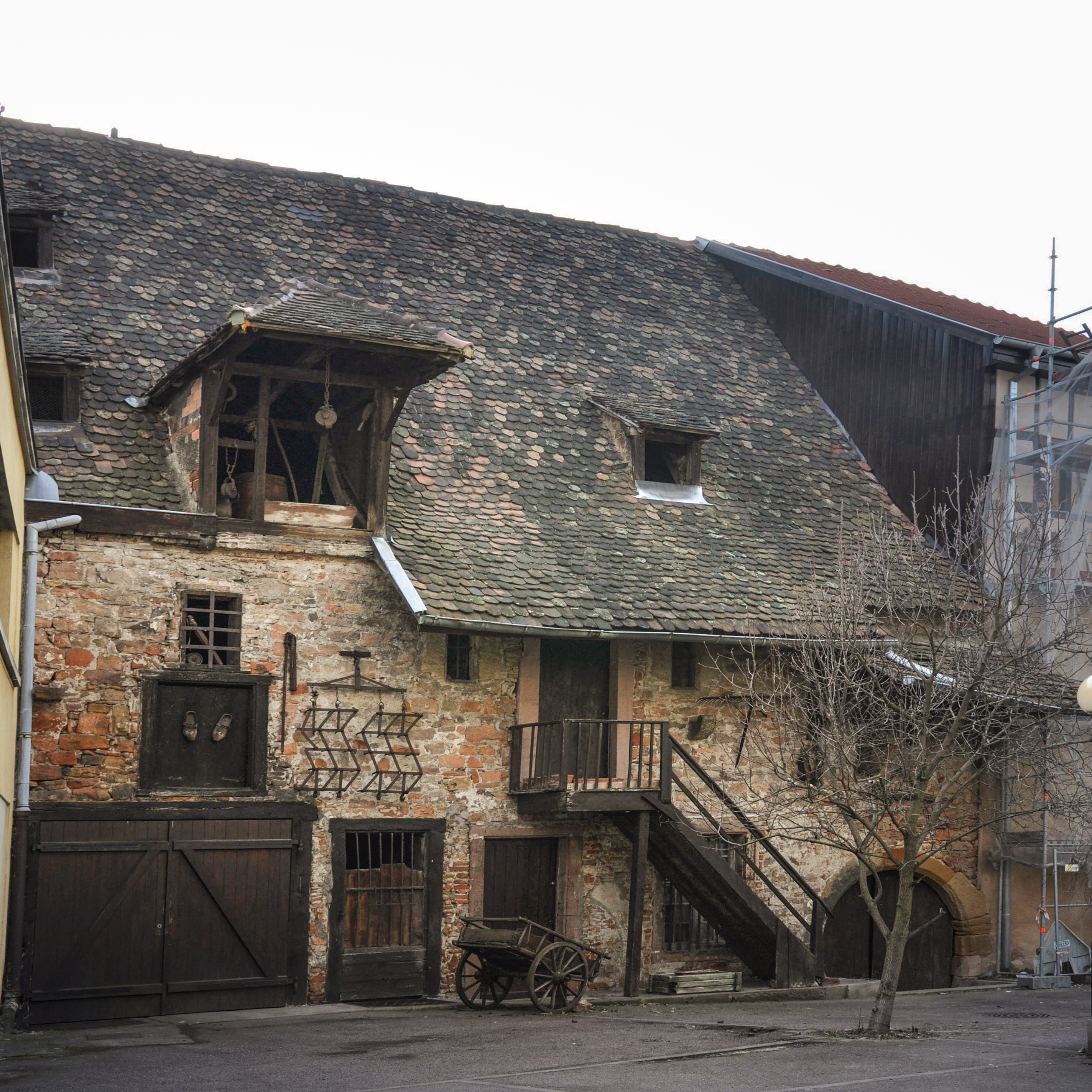
Grenier à grains médiéval (XIVe) aux no 12, 14 et 16 Inscrit MH (1991)
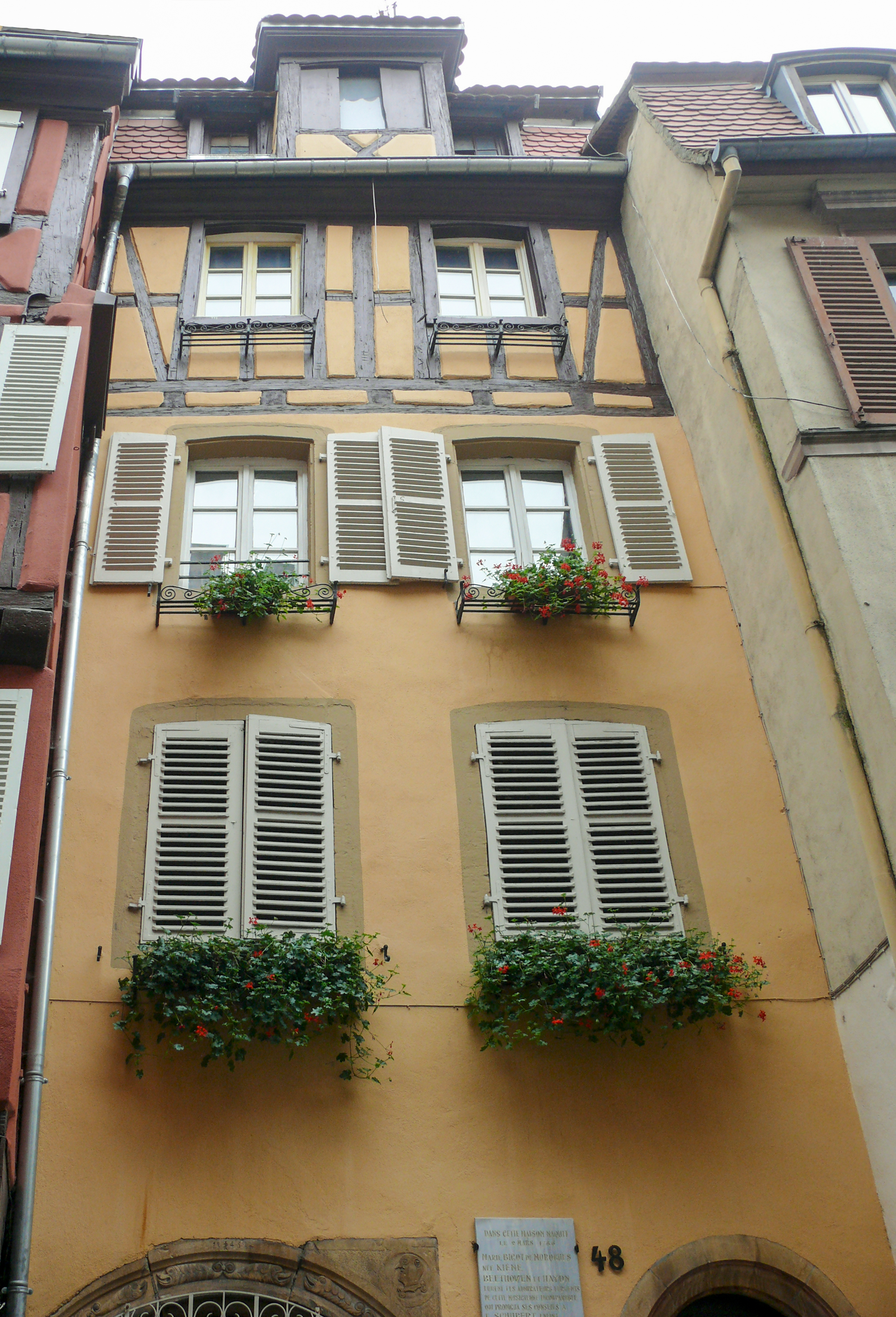
Maison (1545) au no 48 Inscrit MH (1930)
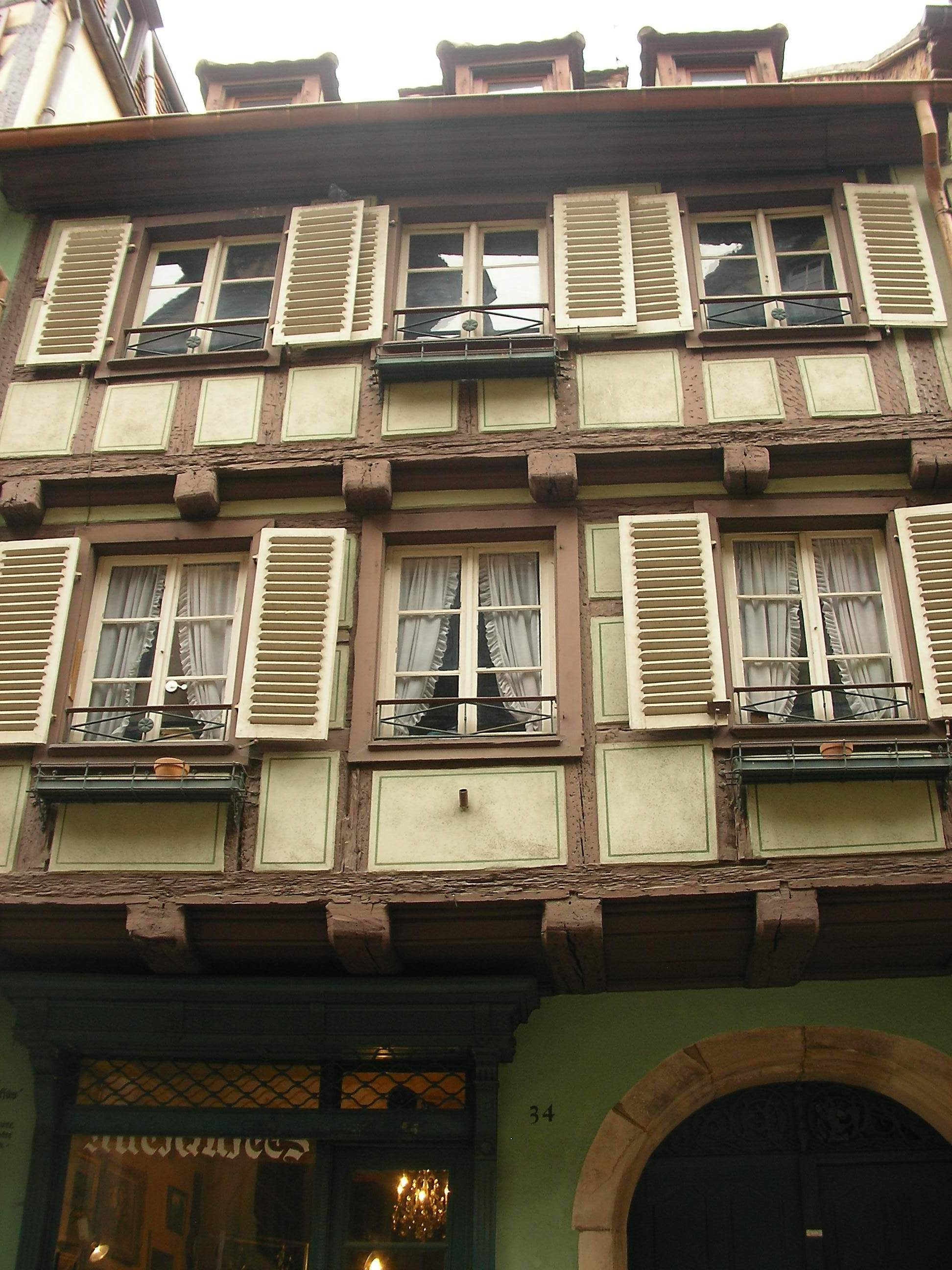
Maison zum grienen Hüs (1435) au no 34
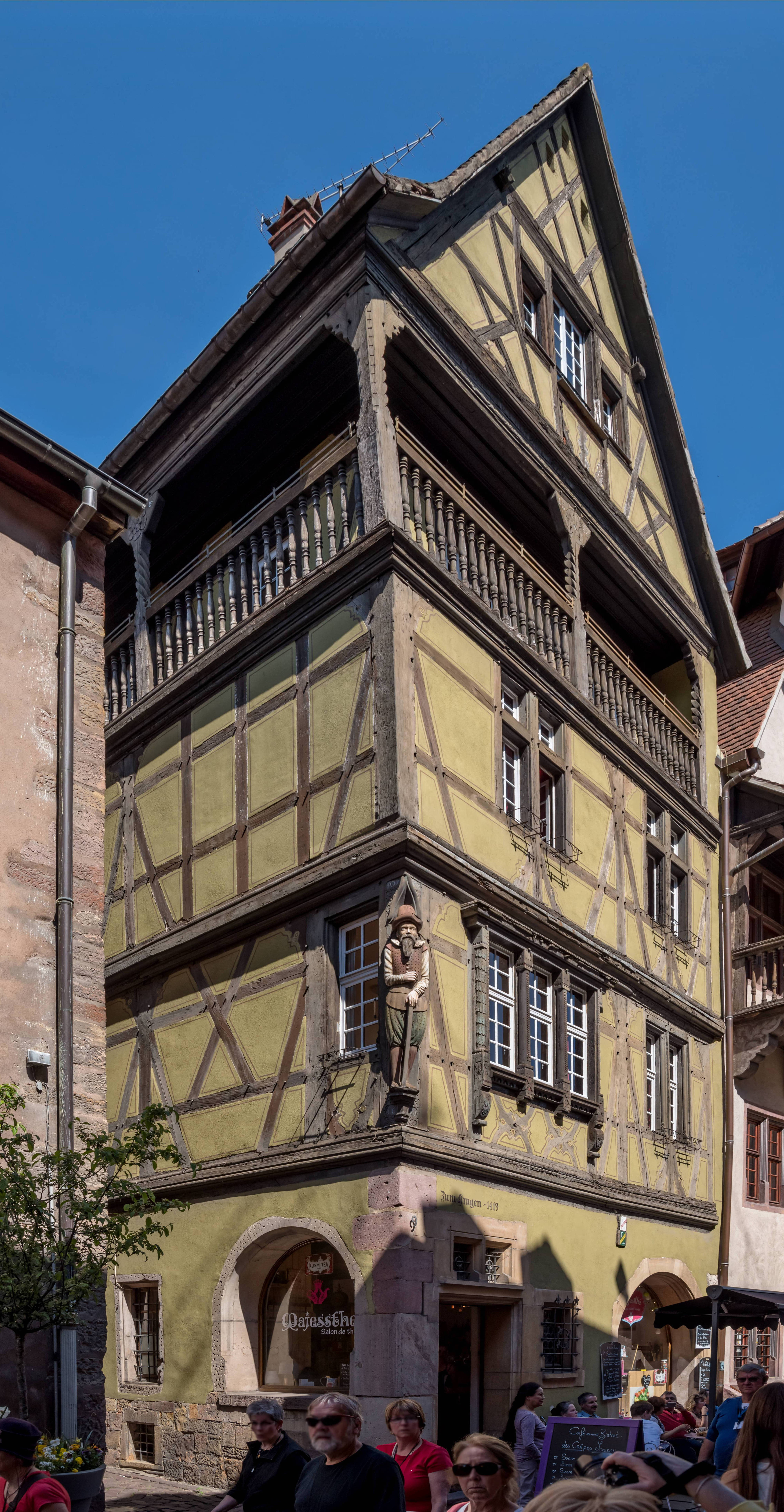
Maison zum Kragen (1588) au no 9 Classé MH (1949)
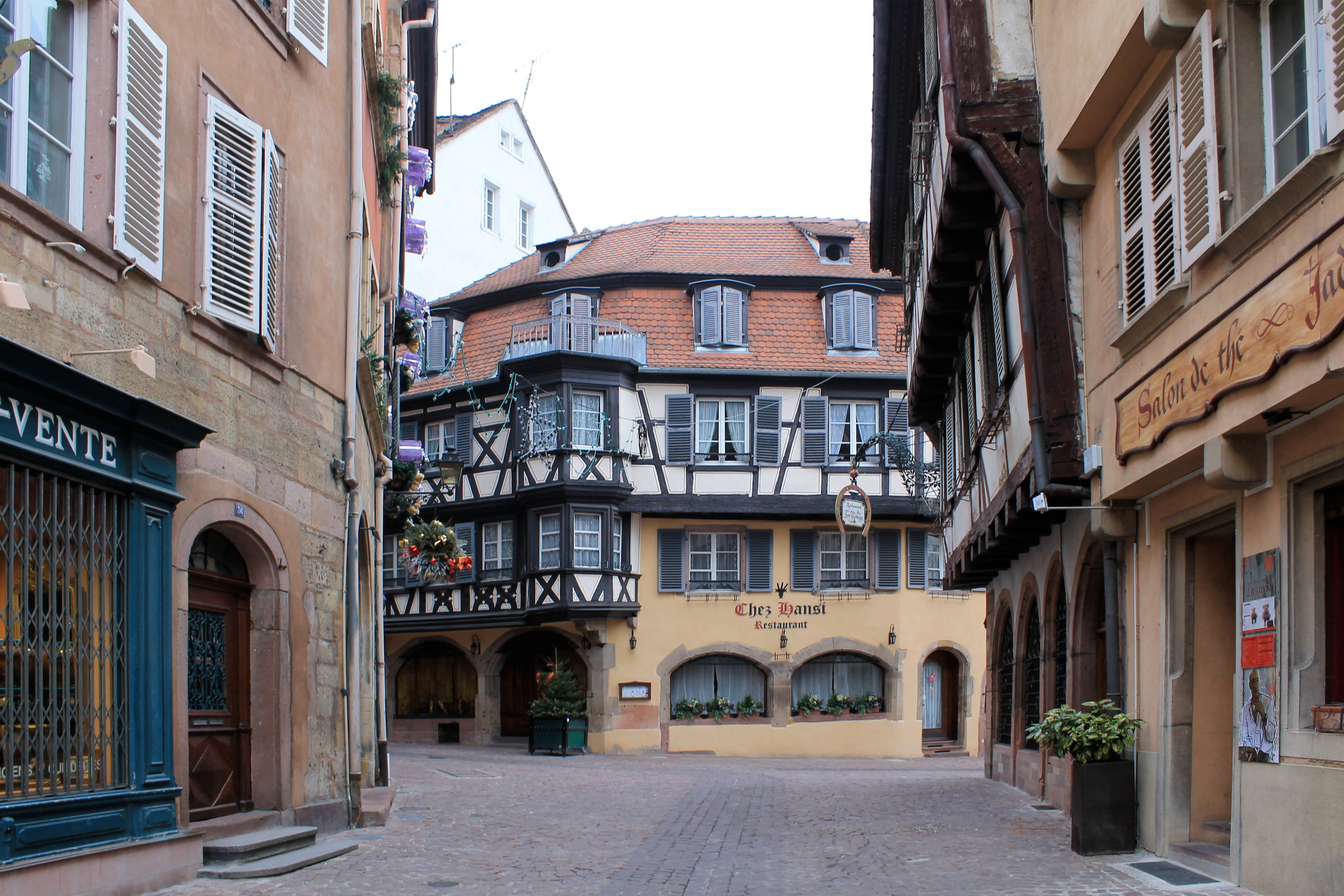
Maison zum Oesterreich (XVIe) aux no 23 et 25 Inscrit MH (1929)
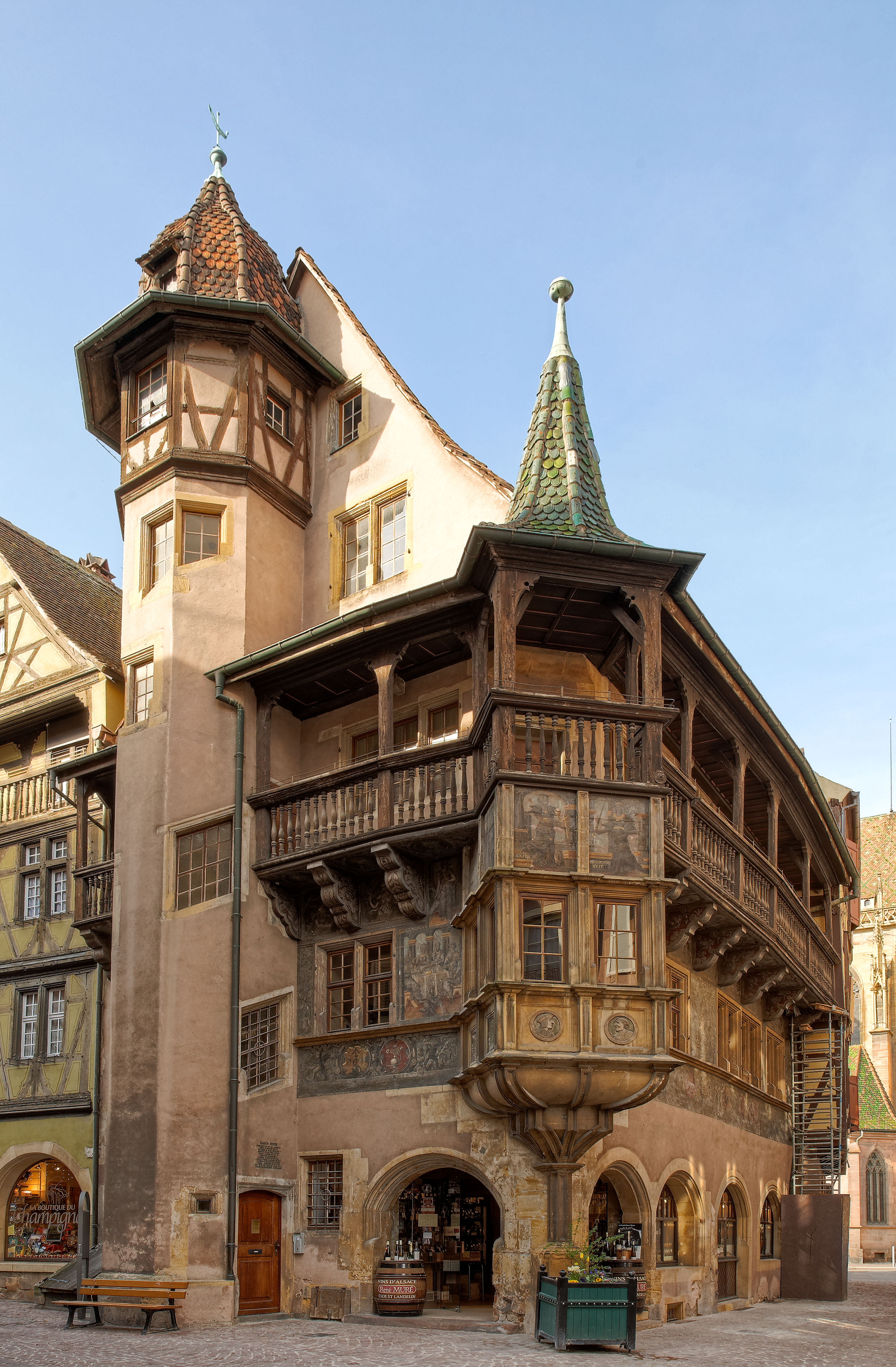
Maison Pfister (1537[3]) au no 11 Classé MH (1927)
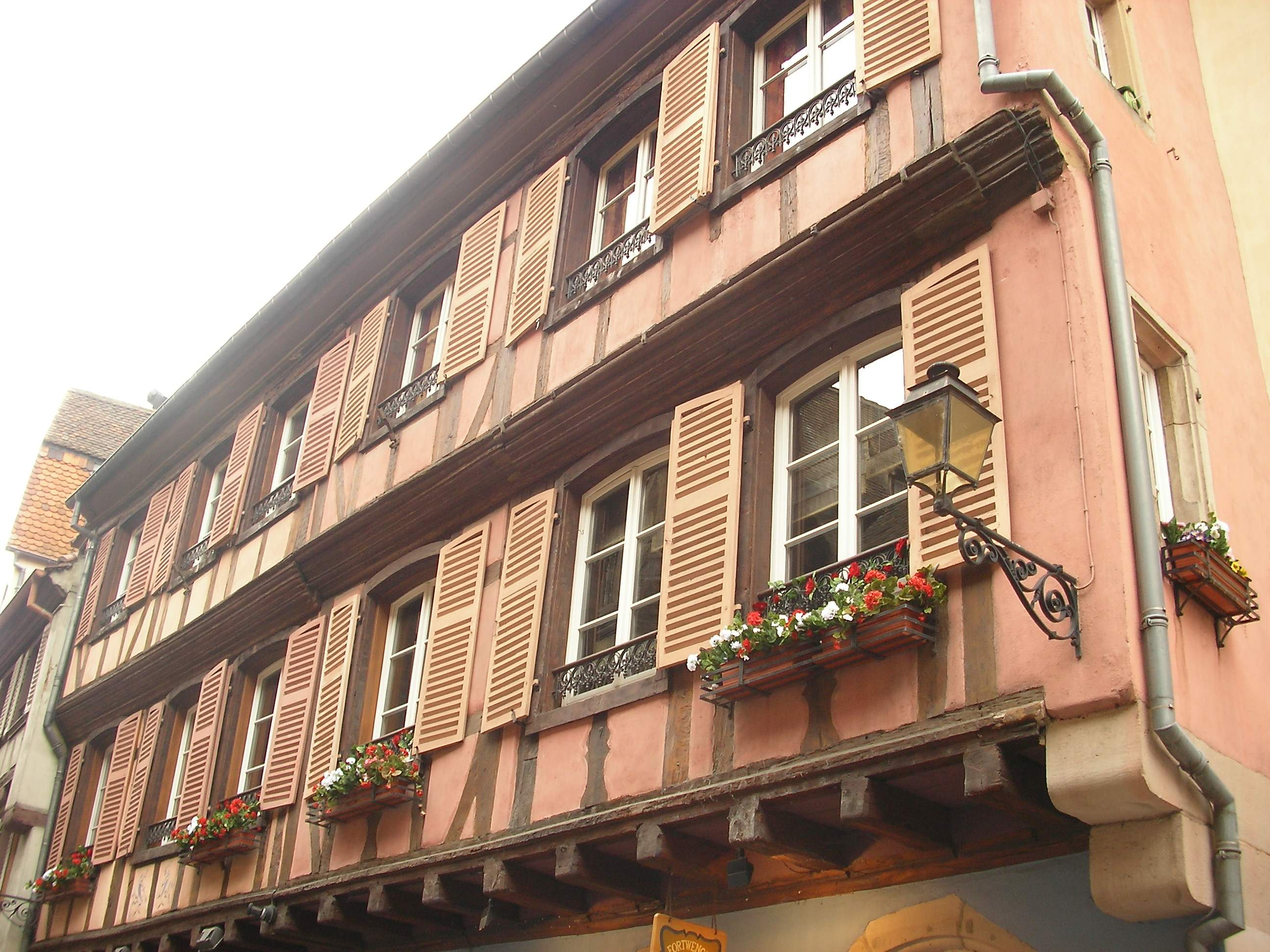
Maisons zur feisten Henne (à la poule charnue) et zur Rose (à la rose) au no 32
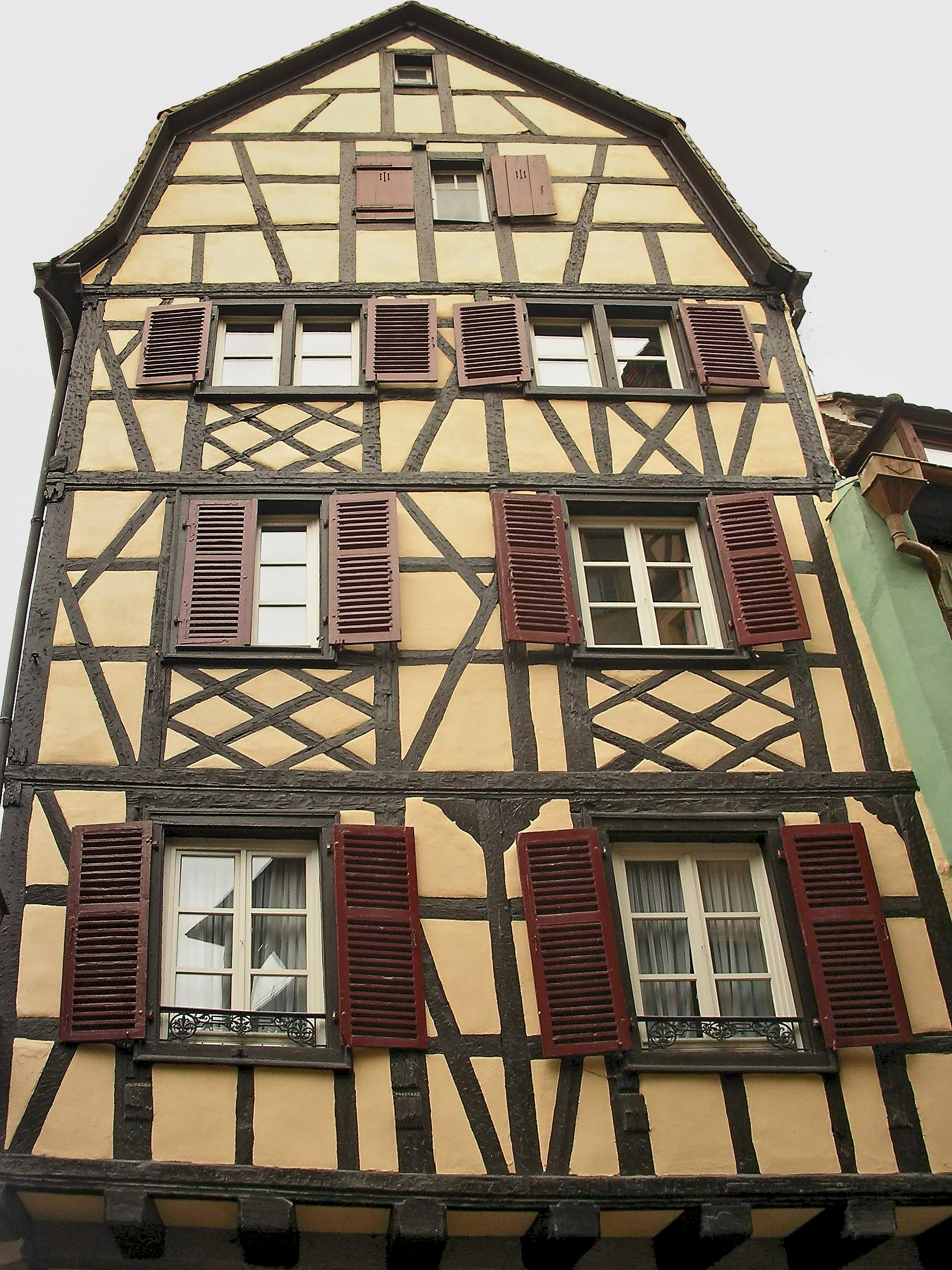
Maison zu Sankt-Christoffel au no 36
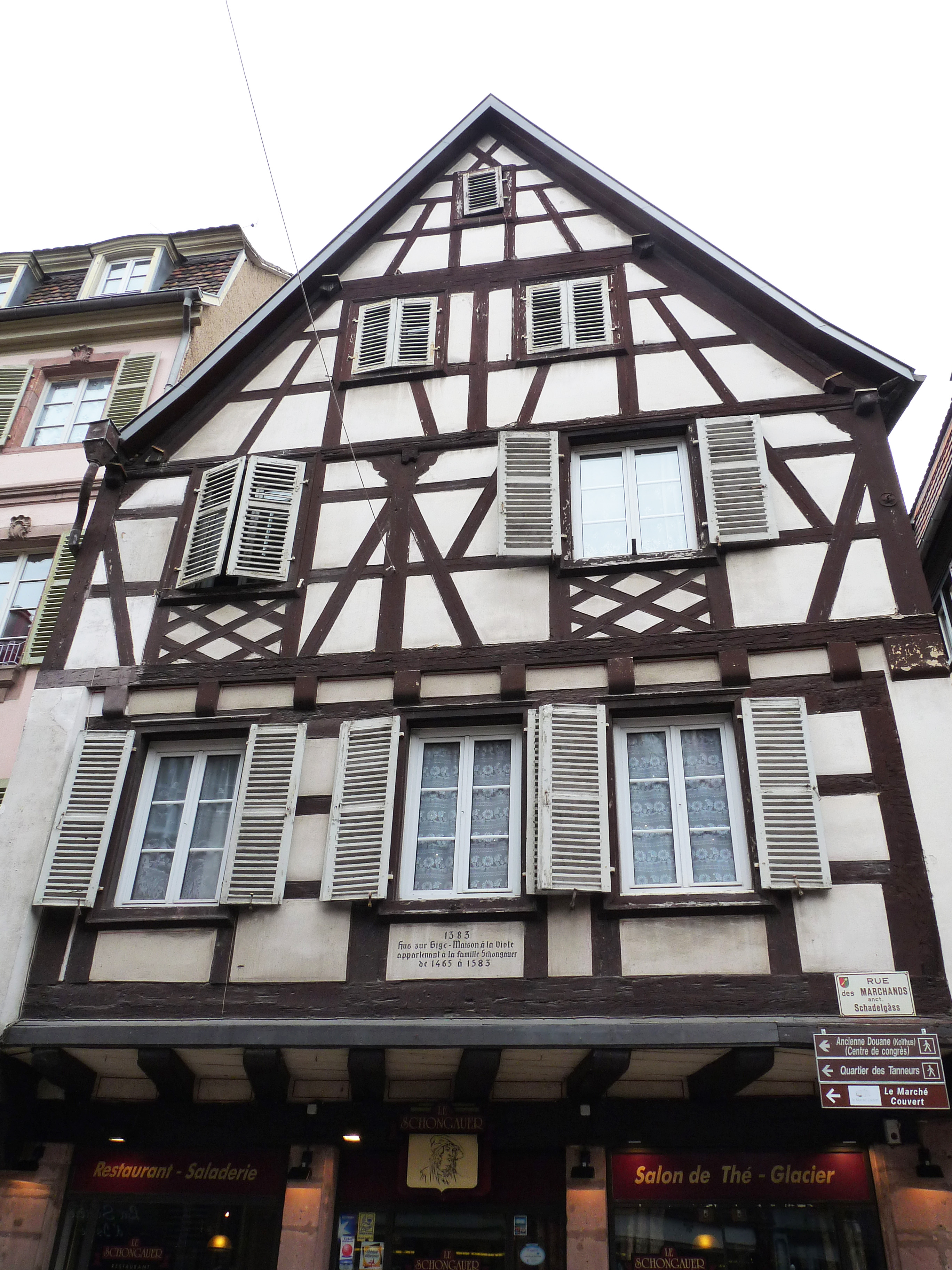
Maison Schongauer (XVIe) au no 36 Inscrit MH (1929)
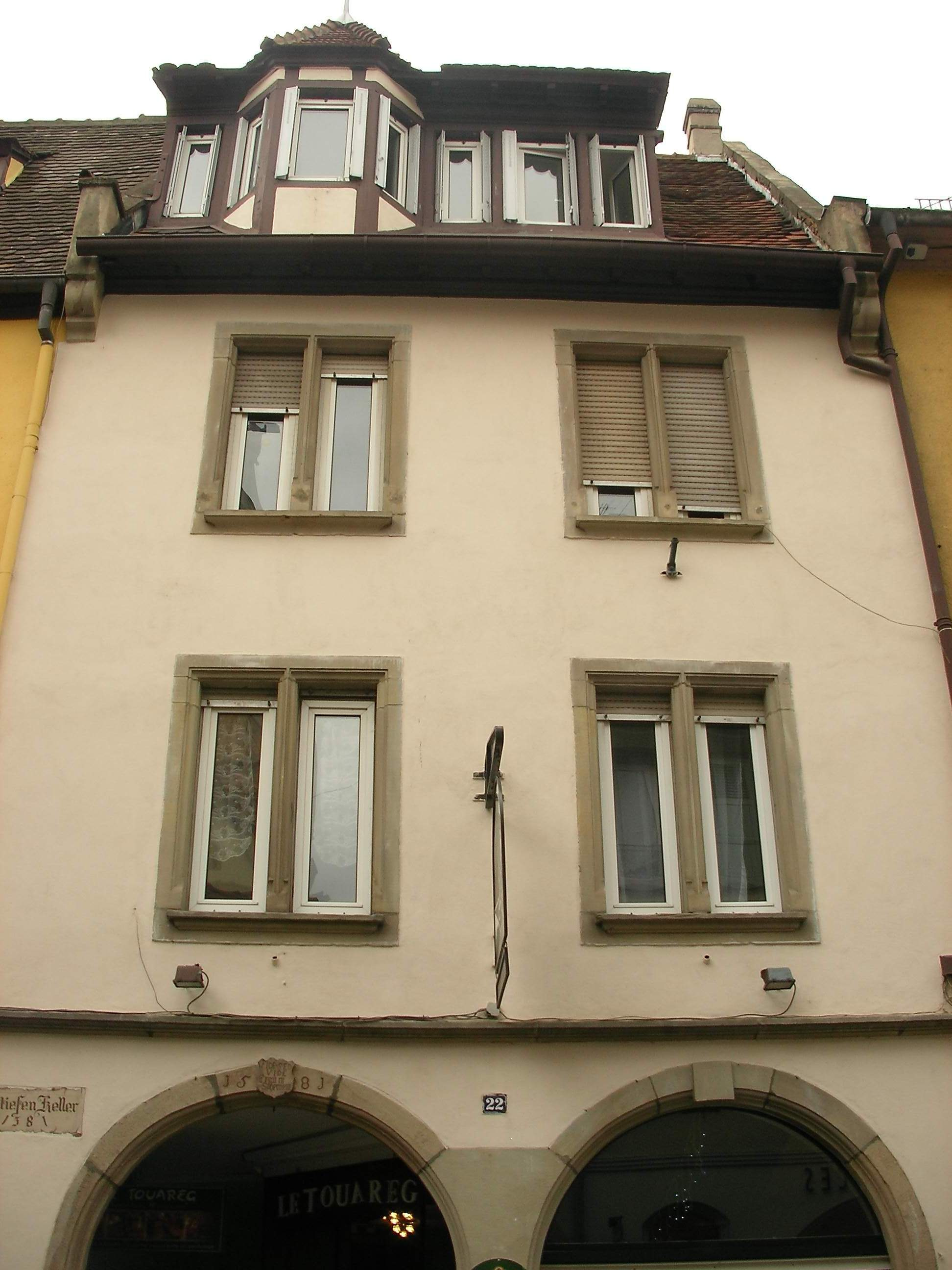
Maison zum tieffen Keller (1581) au no 22
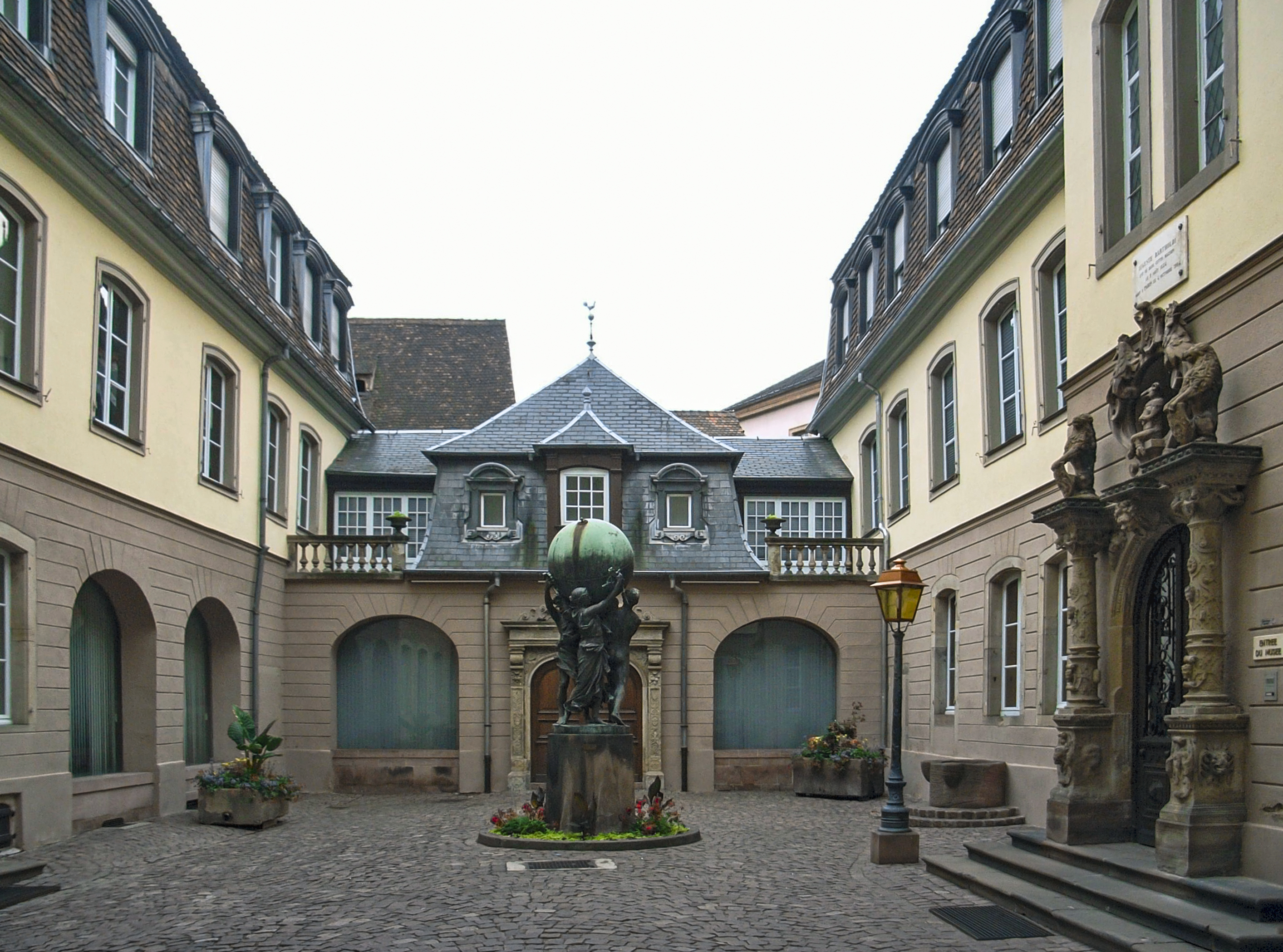
Musée Bartholdi (XVIIe) au no 30 Inscrit MH (1926)
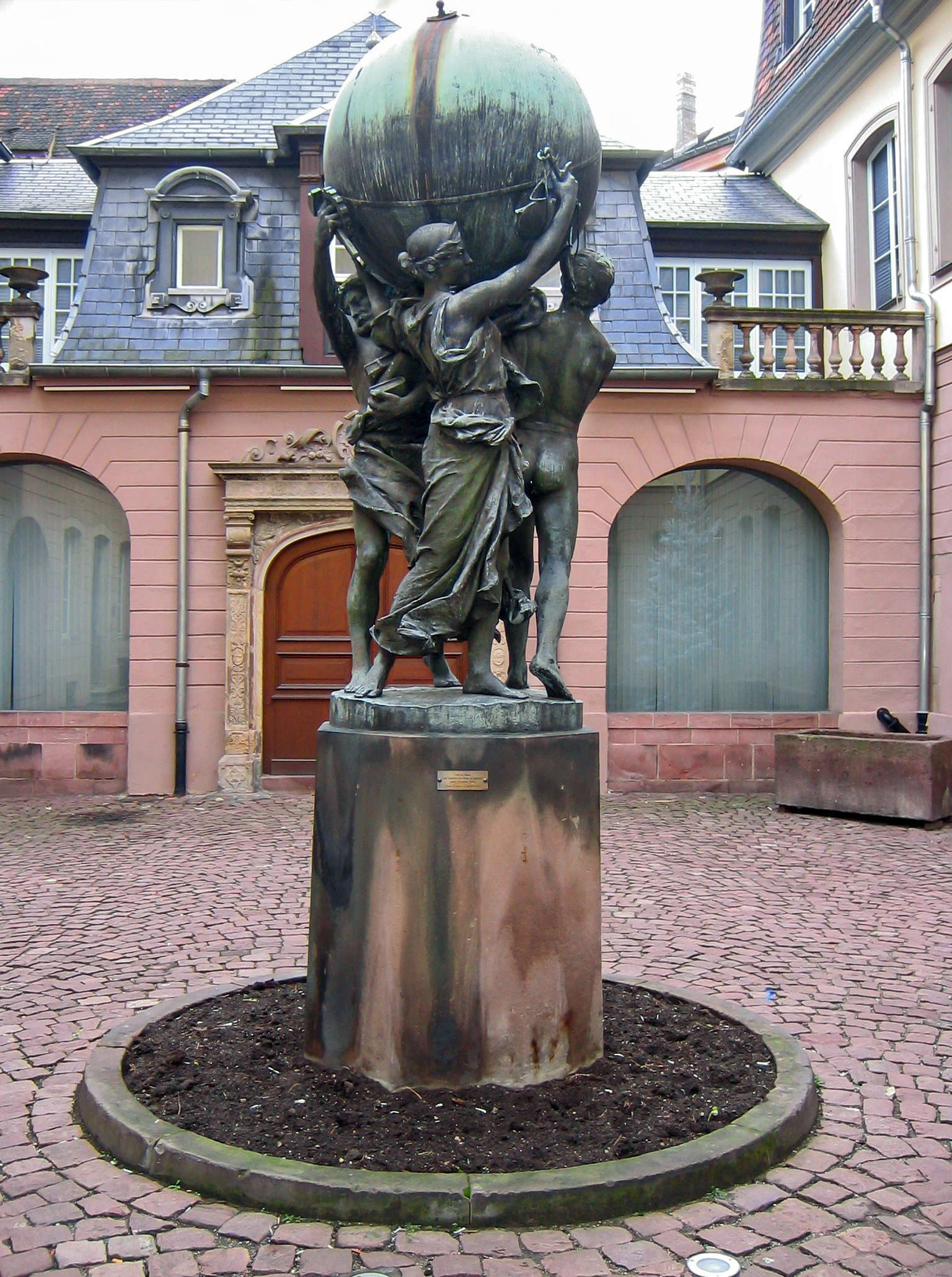
Les grands Soutiens du monde (1902[7]) au no 30
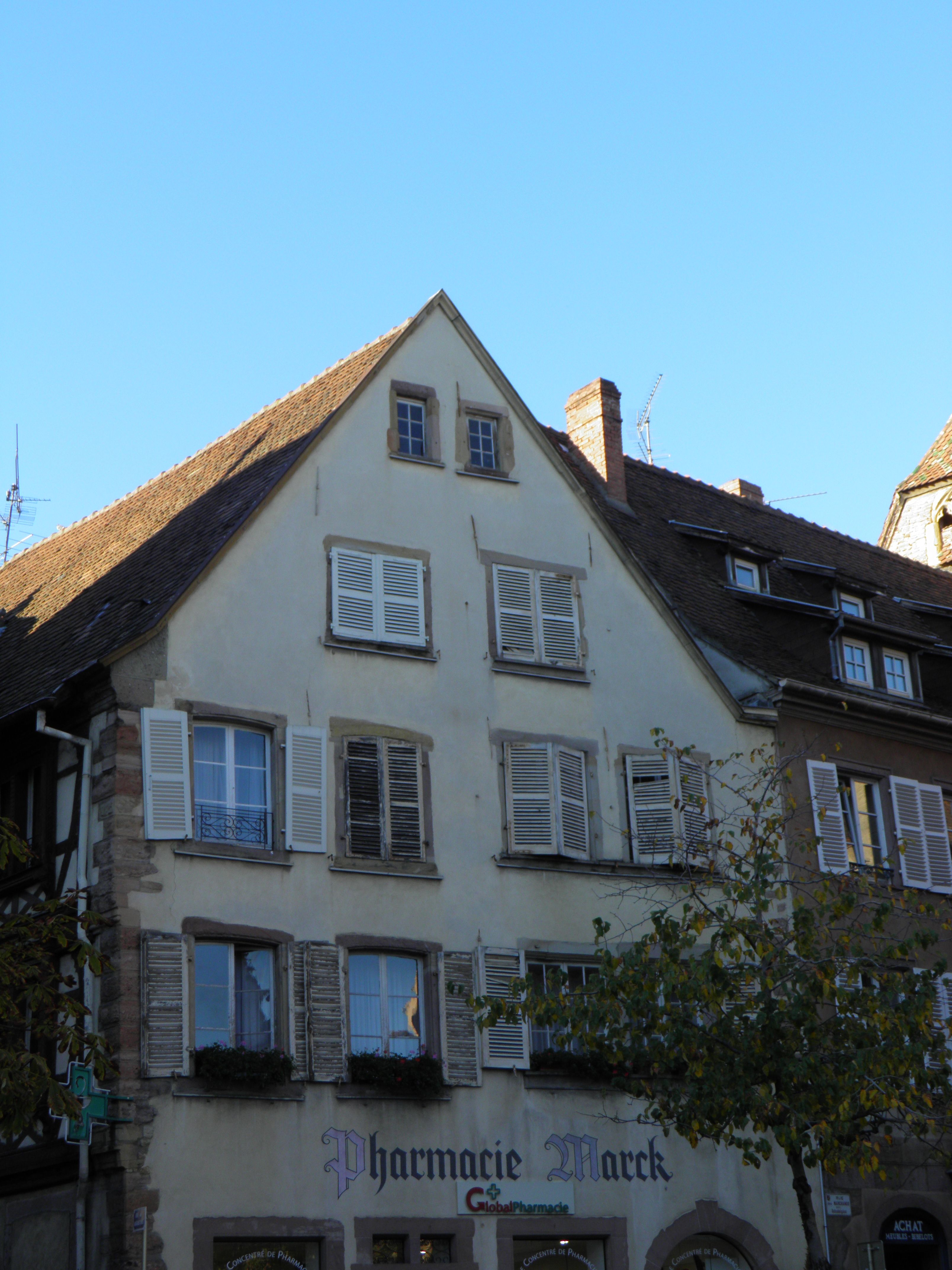
Ancienne corporation des tanneurs au no 58

## Galerie

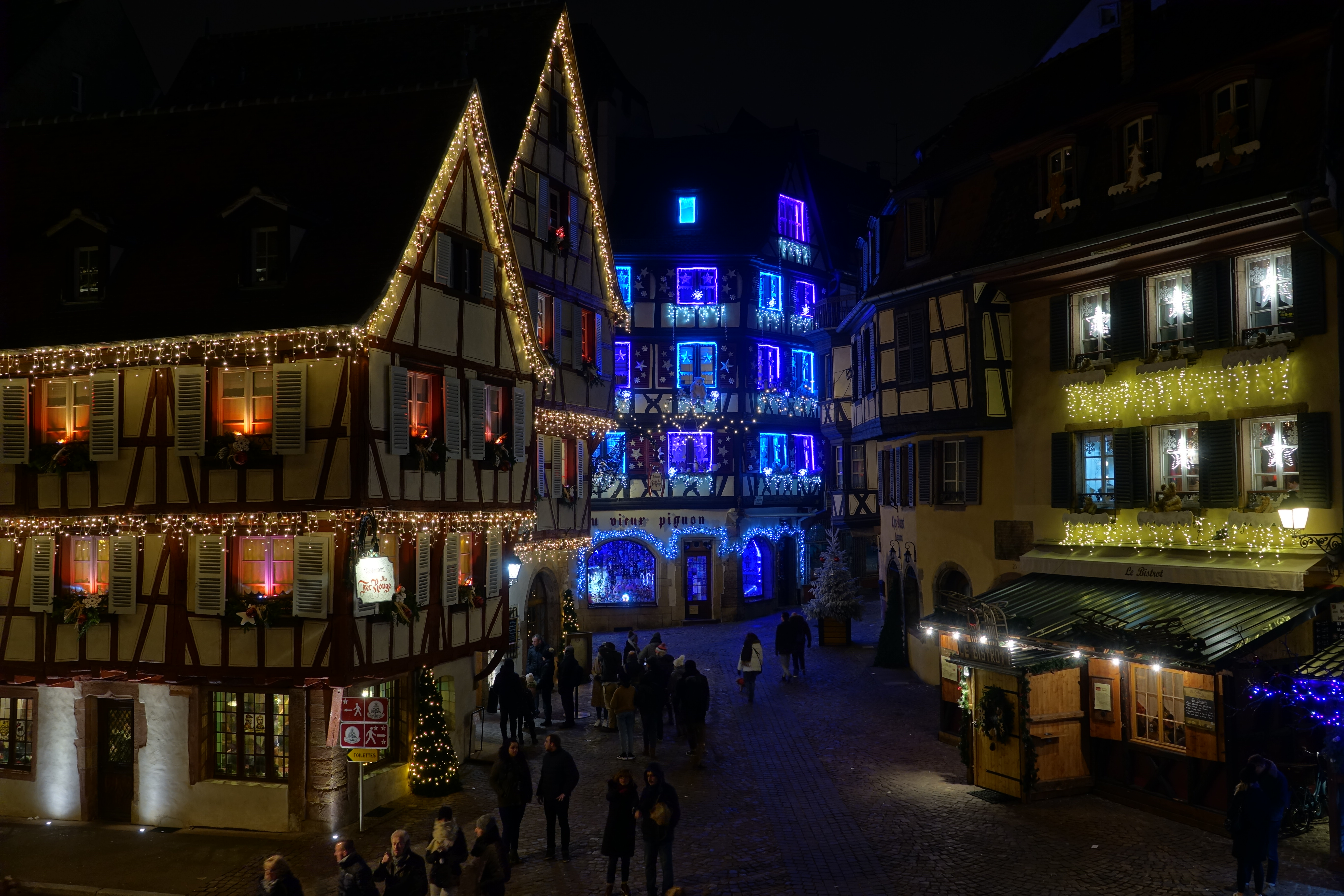
La rue des Marchands depuis le Koïfhus de nuit
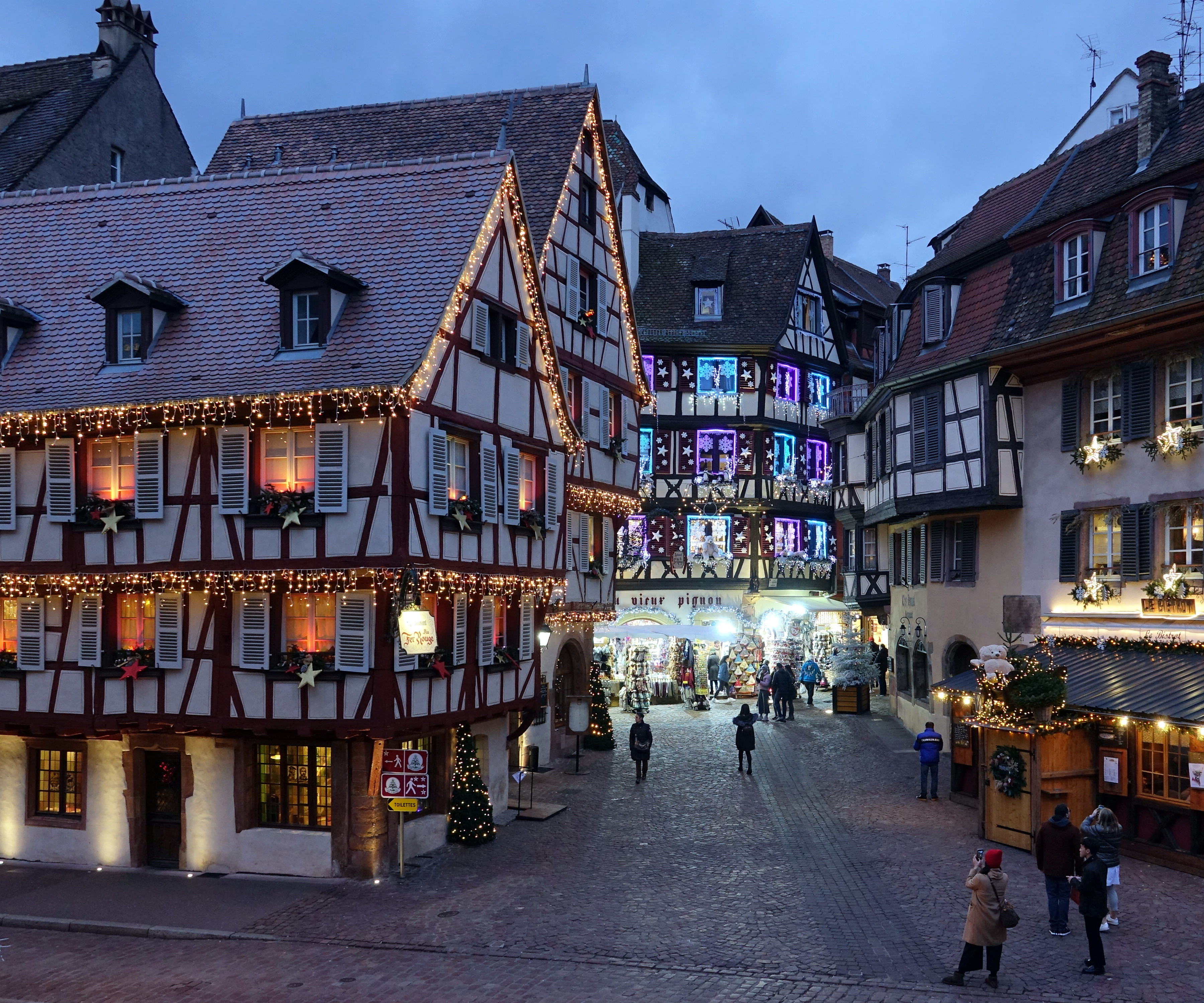
La même à la tombée de la nuit